# Дверной глазок

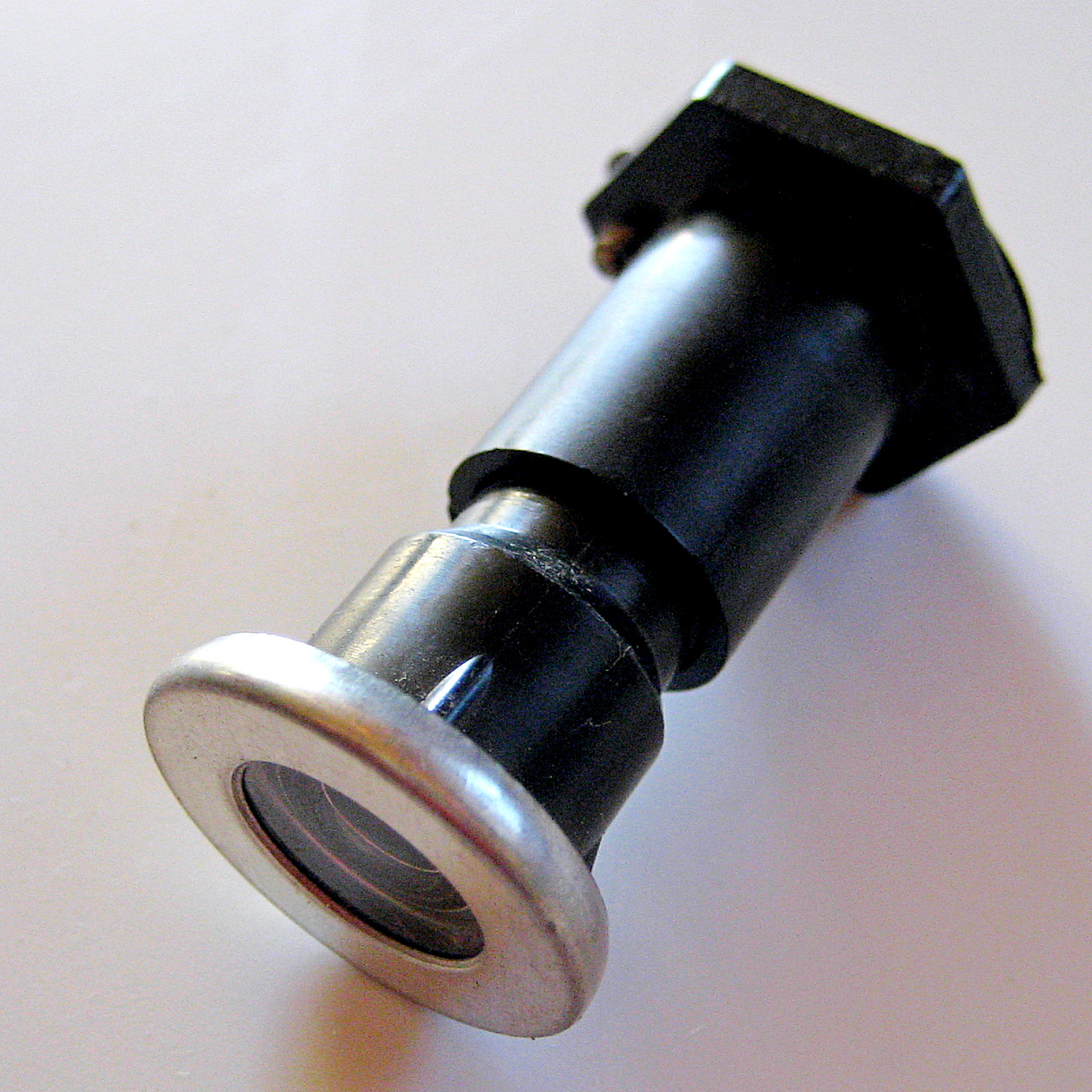
Домофонный зрачок

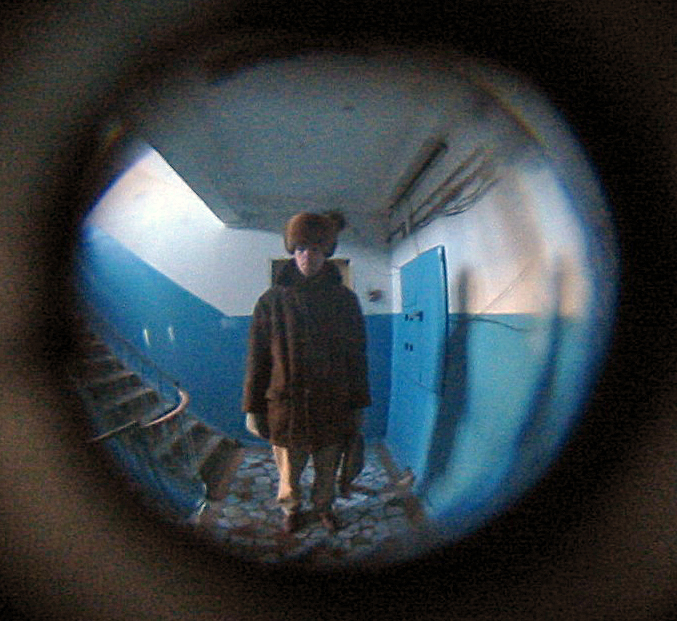
Вид посетителя, подошедшего к двери, через дверной глазок

Дверной глазок — отверстие в двери, с помощью которого можно осматривать пространство непосредственно за дверью.
Для той же цели используются дверные цепочки и другие дверные ограничители. Преимущество глазка в том, что для осмотра не требуется открывать дверь и тем самым выдавать своё присутствие в помещении.
Издавна глазками оснащали двери камер в тюрьмах, чтобы надзиратели могли контролировать поведение заключенных. На русском тюремном сленге такой глазок называют волчком.
Глазки обычно используются для входных дверей в жилые помещения. Как правило, они размещаются на уровне глаз и оснащаются сдвижной крышкой.
Современные дверные глазки — оптические приборы с широким углом обзора (рыбий глаз), позволяющие наблюдателю глядеть изнутри, оставаясь незаметным извне. Существуют также глазки, проецирующие изображение на матовое стекло. Чтобы изображение на стекле не было перевёрнутым, используется призма.
Известны случаи, когда взломщики проникали в помещения, воспользовавшись отверстием для дверного глазка. Если у глазка нет крышки, то при помощи специального оптического оборудования можно извне осмотреть помещение.

## Видеоглазок

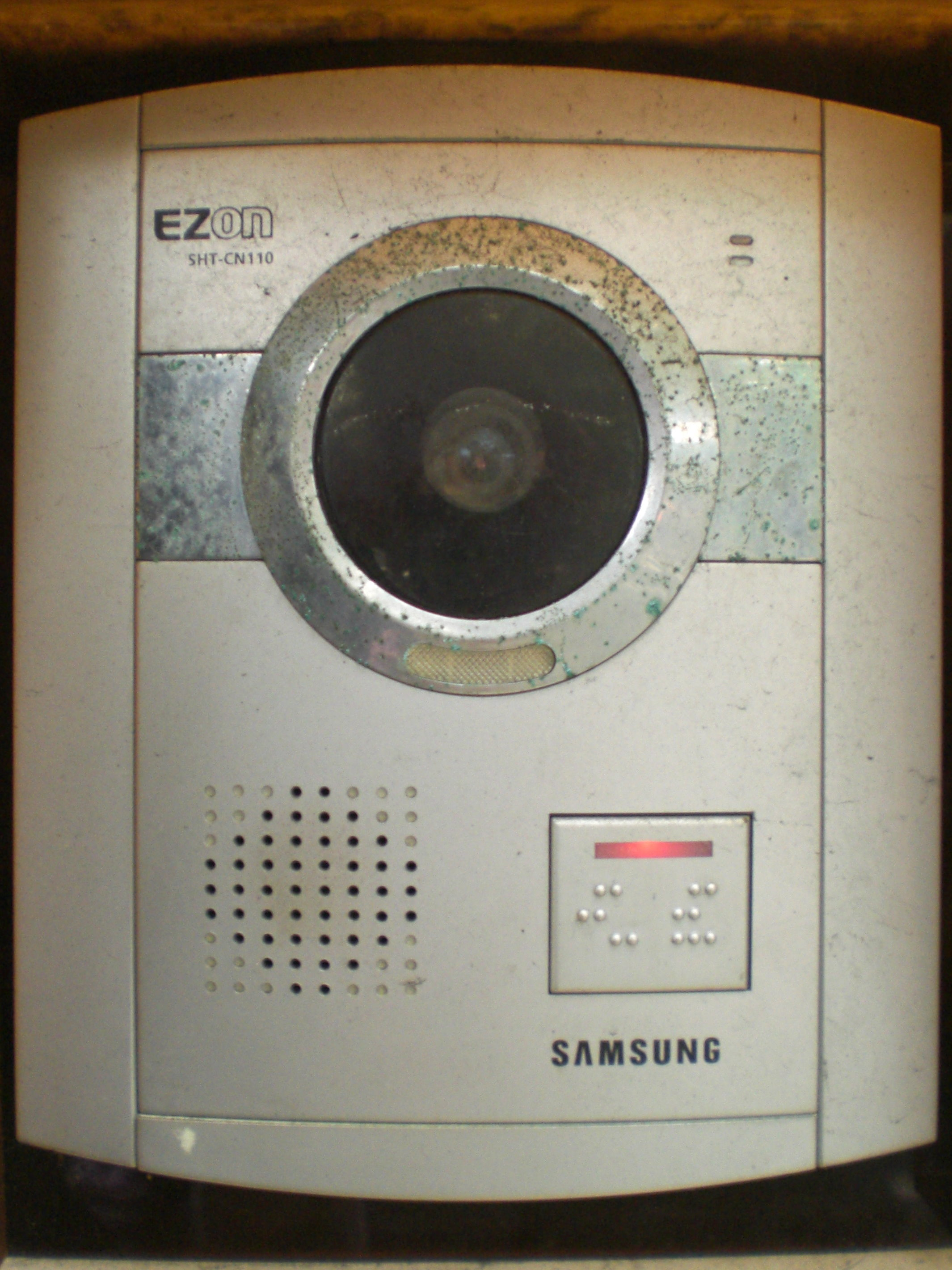
видеоглазок видеодомофона

Вместо дверного глазка миниатюрная цифровая или аналоговая видеокамера изображение выводится на специальный экран или телевизор, так же есть видеодомофоны с камерой-глазком и беспроводные домофоны (en).